# Плазма

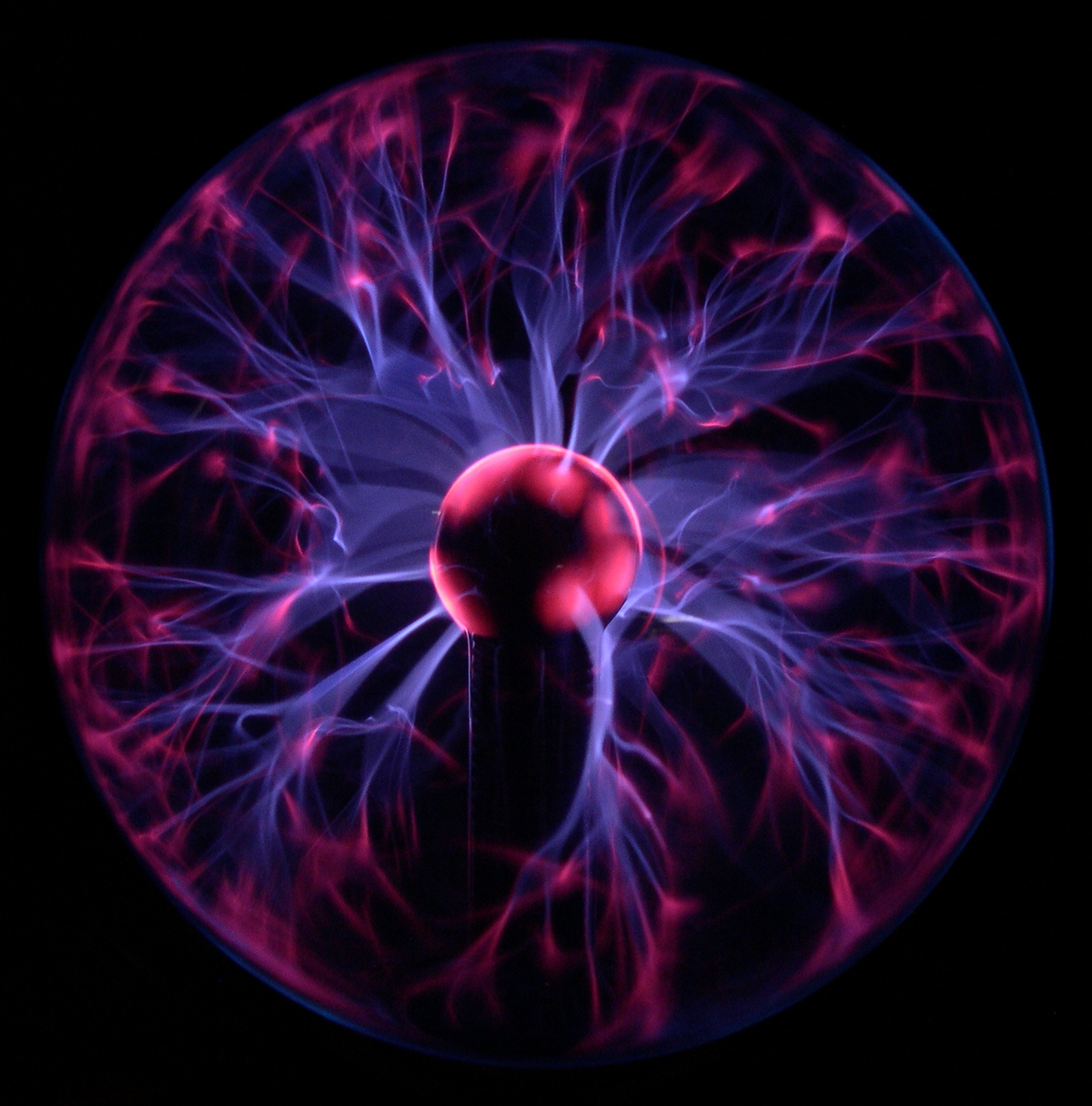
Плазменная лампа, иллюстрирующая некоторые из наиболее сложных плазменных явлений, включая филаментацию. Свечение плазмы обусловлено переходом электронов из высокоэнергетического состояния в состояние с низкой энергией после рекомбинации с ионами. Этот процесс приводит к излучению со спектром, соответствующим возбуждаемому газу

Пла́зма (от греч. πλάσμα «вылепленное, оформленное») — ионизированный газ, одно из четырёх классических агрегатных состояний вещества.
Ионизированный газ содержит свободные электроны и положительные и отрицательные ионы. В более широком смысле, плазма может состоять из любых заряженных частиц (например, кварк-глюонная плазма). Квазинейтральность означает, что суммарный заряд в любом малом, по сравнению с размерами системы, объёме равен нулю, является её ключевым отличием от других систем, содержащих заряженные частицы (например, электронные или ионные пучки). Поскольку при нагреве газа до достаточно высоких температур он переходит в плазму, она называется четвёртым (после твёрдого, жидкого и газообразного) агрегатным состоянием вещества.
Поскольку заряженные частицы в плазме обладают подвижностью, плазма обладает способностью проводить электрический ток. В стационарном случае плазма экранирует постоянное внешнее по отношению к ней электрическое поле за счёт пространственного разделения зарядов. Однако из-за наличия ненулевой температуры заряженных частиц существует минимальный масштаб, на расстояниях меньше которого квазинейтральность нарушается.

## История открытия
Четвёртое состояние вещества было открыто У. Круксом в 1879 году и названо «плазмой» И. Ленгмюром в 1928 году. Ленгмюр писал:

Исключая пространство около электродов, где обнаруживается небольшое количество электронов, ионизированный газ содержит ионы и электроны практически в одинаковых количествах, в результате чего суммарный заряд системы очень мал. Мы используем термин «плазма», чтобы описать эту в целом электрически нейтральную область, состоящую из ионов и электронов.

Древние философы полагали, что мир состоит из четырёх стихий: земли, воды, воздуха и огня. Можно сказать, что это положение с учётом некоторых допущений укладывается в современное представление о четырёх агрегатных состояниях вещества, причём плазме соответствует огонь. Свойства плазмы изучает физика плазмы. 

## Виды
По сегодняшним представлениям, фазовым состоянием большей части барионного вещества (по массе ок. 99,9 %) во Вселенной является плазма.
Все звёзды состоят из плазмы, и даже пространство между ними заполнено плазмой, хотя и очень разреженной (см. межзвёздное пространство). К примеру, планета Юпитер сосредоточила в себе практически всё вещество Солнечной системы, находящееся в «неплазменном» состоянии (жидком, твёрдом и газообразном). При этом масса Юпитера составляет всего лишь около 0,1 % массы Солнечной системы, а объём — и того меньше: всего 10−15 %. При этом мельчайшие частицы пыли, заполняющие космическое пространство и несущие на себе определённый электрический заряд, в совокупности могут быть рассмотрены как плазма, состоящая из сверхтяжёлых заряженных ионов (см. пылевая плазма).
| Наиболее типичные формы плазмы | | |
| Искусственно созданная плазма - Вещество внутри люминесцентных ламп - Плазменные ракетные двигатели - Газоразрядная корона озонового генератора - Исследования управляемого термоядерного синтеза - Электрическая дуга в дуговой лампе и в дуговой сварке - Плазменная лампа (см. рисунок выше) - Дуговой разряд от трансформатора Теслы - Воздействие на вещество лазерным излучением - Светящаяся сфера ядерного взрыва - Мониторы и экраны телевизоров на основе плазменной панели | Земная природная плазма - Молния - Огни святого Эльма - Ионосфера - Полярное сияние - Пламя (низкотемпературная плазма) | Космическая и астрофизическая плазма - Солнце и другие звёзды (те, которые существуют за счёт термоядерных реакций) - Солнечный ветер - Космическое пространство (пространство между планетами, звёздами и галактиками) - Межзвёздные туманности |

## Свойства и параметры

### Определение плазмы
Плазма — частично или полностью ионизированный газ, в котором плотности положительных и отрицательных зарядов практически одинаковы. Не всякую систему заряженных частиц можно назвать плазмой. Плазма обладает следующими свойствами:
- Достаточная плотность: заряженные частицы должны находиться достаточно близко друг к другу, чтобы каждая из них взаимодействовала с целой системой близкорасположенных заряженных частиц. Условие считается выполненным, если число заряженных частиц в сфере влияния (сфера радиусом Дебая) достаточно для возникновения коллективных эффектов (подобные проявления — типичное свойство плазмы). Математически это условие можно выразить так:

{\displaystyle r_{D}^{3}N\gg 1,}
где {\displaystyle N} — концентрация заряженных частиц.
- Приоритет внутренних взаимодействий: радиус дебаевского экранирования должен быть мал по сравнению с характерным размером плазмы. Этот критерий означает, что взаимодействия, происходящие внутри плазмы более значительны по сравнению с эффектами на её поверхности, которыми можно пренебречь. Если это условие соблюдено, плазму можно считать квазинейтральной. Математически оно выглядит так:

{\displaystyle {r_{D} \over L}\ll 1.}
- Плазменная частота: среднее время между столкновениями частиц должно быть велико по сравнению с периодом плазменных колебаний. Эти колебания вызываются действием на заряд электрического поля, возникающего из-за нарушения квазинейтральности плазмы. Это поле стремится восстановить нарушенное равновесие. Возвращаясь в положение равновесия, заряд проходит по инерции это положение, что опять приводит к появлению сильного возвращающего поля, возникают типичные механические колебания.[8] Когда данное условие соблюдено, электродинамические свойства плазмы преобладают над молекулярно-кинетическими. На языке математики это условие имеет вид:

{\displaystyle \tau \omega _{pl}\gg 1.}

### Классификация
Плазма обычно разделяется на идеальную и неидеальную, низкотемпературную и высокотемпературную, равновесную и неравновесную, при этом довольно часто холодная плазма бывает неравновесной, а горячая равновесной.

### Температура
Плазму делят на низкотемпературную (температура меньше миллиона K) и высокотемпературную (температура миллион K и выше). Такое деление обусловлено важностью высокотемпературной плазмы в проблеме осуществления управляемого термоядерного синтеза. Разные вещества переходят в состояние плазмы при разной температуре, что объясняется строением внешних электронных оболочек атомов вещества: чем легче атом отдает электрон, тем ниже температура перехода в плазменное состояние.
В неравновесной плазме электронная температура существенно превышает температуру ионов. Это происходит из-за различия в массах иона и электрона, которое затрудняет процесс обмена энергией. Такая ситуация встречается в газовых разрядах, когда ионы имеют температуру около сотен, а электроны около десятков тысяч K.
В равновесной плазме обе температуры равны. Поскольку для осуществления процесса ионизации необходимы температуры, сравнимые с потенциалом ионизации, равновесная плазма обычно является горячей (с температурой больше нескольких тысяч K).

### Степень и кратность ионизации
Для того, чтобы газ перешёл в состояние плазмы, его необходимо ионизировать. Степень ионизации пропорциональна числу атомов, отдавших или поглотивших электроны, и больше всего зависит от температуры. Даже слабо ионизированный газ, в котором менее 1 % частиц находятся в ионизированном состоянии, может проявлять некоторые типичные свойства плазмы (взаимодействие с внешним электромагнитным полем и высокая электропроводность). 
Степень ионизации α определяется как {\displaystyle \alpha ={n_{i} \over (n_{i}+n_{a})}} , где ni — концентрация ионов, а na — концентрация нейтральных атомов. Концентрация свободных электронов в незаряженной плазме ne определяется очевидным соотношением: {\displaystyle n_{e}={\bar {Z}}n_{i}} , где  — {\displaystyle {\bar {Z}}} — среднее значение заряда ионов плазмы, или кратность ионизации плазмы. Очевидно, что максимальное значение α равно 1 (или 100 %), такую плазму называют полностью ионизованной.
Для низкотемпературной плазмы характерна малая степень ионизации (до 1 %). Так как такие плазмы довольно часто употребляются в технологических процессах, их иногда называют технологичными плазмами. Чаще всего их создают при помощи электрических полей, ускоряющих электроны, которые в свою очередь ионизируют атомы. Электрические поля вводятся в газ посредством индуктивной или емкостной связи (см. индуктивно-связанная плазма). Типичные применения низкотемпературной плазмы включают плазменную модификацию свойств поверхности (алмазные плёнки, нитридирование металлов, изменение смачиваемости), плазменное травление поверхностей (полупроводниковая промышленность), очистку газов и жидкостей (озонирование воды и сжигание частичек сажи в дизельных двигателях).
Горячая плазма почти всегда полностью ионизирована (степень ионизации ~100 %). Обычно именно она понимается под «четвёртым агрегатным состоянием вещества». Примером может служить Солнце.

### Концентрация частиц в плазме
Помимо температуры, которая имеет фундаментальную важность для самого существования плазмы, вторым наиболее важным свойством плазмы является концентрация заряженных частиц. Словосочетание концентрация плазмы обычно обозначает концентрация электронов, то есть число свободных электронов в единице объёма. В квазинейтральной плазме концентрация ионов связана с ней посредством среднего зарядового числа ионов {\displaystyle \langle Z\rangle }: {\displaystyle n_{e}=\langle Z\rangle n_{i}}. Следующей важной величиной является концентрация нейтральных атомов {\displaystyle n_{0}}. В горячей плазме {\displaystyle n_{0}} мала, но может тем не менее быть важной для физики процессов в плазме. При рассмотрении процессов в плотной, неидеальной плазме характерным параметром концентрации становится {\displaystyle r_{s}}, который определяется как отношение среднего межчастичного расстояния к радиусу Бора.

### Квазинейтральность
Так как плазма является очень хорошим проводником, электрические свойства имеют важное значение. Потенциалом плазмы или потенциалом пространства называют среднее значение электрического потенциала в данной точке пространства. В случае если в плазму внесено какое-либо тело, его потенциал в общем случае будет меньше потенциала плазмы вследствие возникновения дебаевского слоя. Такой потенциал называют плавающим потенциалом. По причине хорошей электрической проводимости плазма стремится экранировать все электрические поля. Это приводит к явлению квазинейтральности — плотность отрицательных зарядов с хорошей точностью равна плотности положительных зарядов ({\displaystyle n_{e}=\langle Z\rangle n_{i}}). В силу хорошей электрической проводимости плазмы разделение положительных и отрицательных зарядов невозможно на расстояниях больших дебаевской длины и временах больших периода плазменных колебаний.
Примером неквазинейтральной плазмы является пучок электронов. Однако плотность не-нейтральных плазм должна быть очень мала, иначе они быстро распадутся за счёт кулоновского отталкивания.

## Отличия от газообразного состояния
Плазму часто называют четвёртым состоянием вещества. Она отличается от трёх менее энергетичных агрегатных состояний материи, хотя и похожа на газовую фазу тем, что не имеет определённой формы или объёма. До сих пор идёт обсуждение вопроса о том, является ли плазма отдельным агрегатным состоянием или же просто горячим газом. Большинство физиков считает, что плазма представляет собой нечто большее, чем газ, аргументируя это мнение следующим различиями:
| Свойство                   | Газ | Плазма |
| -------------------------- | --- | --- |
| Электрическая проводимость | Крайне мала К примеру, воздух является превосходным изолятором до тех пор, пока не переходит в плазменное состояние под действием внешнего электрического поля напряженностью в 30 киловольт на сантиметр.       | Очень высока 1. Несмотря на то, что при протекании тока возникает хотя и малое, но тем не менее конечное падение потенциала, во многих случаях электрическое поле в плазме можно считать равным нулю. Градиенты плотности, связанные с наличием электрического поля, могут быть выражены через распределение Больцмана. 2. Возможность проводить токи делает плазму сильно подверженной влиянию магнитного поля, что приводит к возникновению таких явлений как филаментирование, появление слоёв и струй. 3. Типичным является наличие коллективных эффектов, так как электрические и магнитные силы являются дальнодействующими и гораздо сильнее, чем гравитационные. |
| Число сортов частиц        | Один Газы состоят из подобных друг другу частиц, которые находятся в тепловом движении, а также движутся под действием гравитации, а друг с другом взаимодействуют только на сравнительно небольших расстояниях. | Два, или три, или более Электроны, ионы и нейтральные частицы различаются знаком эл. заряда и могут вести себя независимо друг от друга — иметь разные скорости и даже температуры, что служит причиной появления новых явлений, например волн и неустойчивостей. |
| Распределение по скоростям | Максвелловское Столкновения частиц друг с другом приводит к максвелловскому распределению скоростей, согласно которому очень малая часть молекул газа имеют относительно большие скорости движения.              | Может быть немаксвелловское Электрические поля имеют другое влияние на скорости частиц чем столкновения, которые всегда ведут к максвеллизации распределения по скоростям. Зависимость сечения кулоновских столкновений от скорости может усиливать это различие, приводя к таким эффектам, как двухтемпературные распределения и убегающие электроны. |
| Тип взаимодействий         | Бинарные Как правило двухчастичные столкновения, трёхчастичные крайне редки. | Коллективные Каждая частица взаимодействует сразу со многими. Эти коллективные взаимодействия имеют гораздо большее влияние чем двухчастичные. |

## Сложные плазменные явления
Хотя основные уравнения, описывающие состояния плазмы, относительно просты, в некоторых ситуациях они не могут адекватно отражать поведение реальной плазмы: возникновение таких эффектов — типичное свойство сложных систем, если использовать для их описания простые модели. Наиболее сильное различие между реальным состоянием плазмы и её математическим описанием наблюдается в так называемых пограничных зонах, где плазма переходит из одного физического состояния в другое (например, из состояния с низкой степенью ионизации в высокоионизационное). Здесь плазма не может быть описана с использованием простых гладких математических функций или с применением вероятностного подхода. Такие эффекты как спонтанное изменение формы плазмы являются следствием сложности взаимодействия заряженных частиц, из которых состоит плазма. Подобные явления интересны тем, что проявляются резко и не являются устойчивыми. Многие из них были изначально изучены в лабораториях, а затем были обнаружены во Вселенной.

## Математическое описание
Плазму можно описывать на различных уровнях детализации. Обычно плазма описывается отдельно от электромагнитных полей. Совместное описание проводящей жидкости и электромагнитных полей даётся в теории магнитогидродинамических явлений или МГД теории.

### Флюидная (жидкостная) модель
Во флюидной модели электроны описываются в терминах плотности, температуры и средней скорости. В основе модели лежат: уравнение баланса для плотности, уравнение сохранения импульса, уравнение баланса энергии электронов. В двухжидкостной модели таким же образом рассматриваются ионы.

### Кинетическое описание
Иногда жидкостная модель оказывается недостаточной для описания плазмы. Более подробное описание даёт кинетическая модель, в которой плазма описывается в терминах функции распределения электронов по координатам и импульсам. В основе модели лежит уравнение Больцмана. Уравнение Больцмана неприменимо для описания плазмы заряженных частиц с кулоновским взаимодействием вследствие дальнодействующего характера кулоновских сил. Поэтому для описания плазмы с кулоновским взаимодействием используется уравнение Власова с самосогласованным электромагнитным полем, созданным заряженными частицами плазмы. Кинетическое описание необходимо применять в случае отсутствия термодинамического равновесия либо в случае присутствия сильных неоднородностей плазмы.

### Particle-In-Cell (частица в ячейке)
Модели Particle-In-Cell используются для численного решения кинетических уравнений. Они включают в себя кинетическую информацию путём слежения за траекториями большого числа отдельных квазичастиц, каждая из которых отвечает некоторому числу реальных частиц (интегралу от функции распределения по ограниченной в фазовом пространстве области). Плотности электрического заряда и тока определяются путём суммирования заряда и квазичастиц в ячейках, которые малы по сравнению с рассматриваемой задачей, но, тем не менее, содержат большое число квазичастиц. Электрическое и магнитное поля находятся из плотностей зарядов и токов на границах ячеек. Не стоит путать модели PIC с прямым интегрированием уравнений движения реальных частиц, из которых состоит плазма — электронов и ионов — поскольку общее число квазичастиц в PIC-моделях, как правило, на много порядков меньше.

## Базовые характеристики
Все величины даны в Гауссовых СГС единицах за исключением температуры, которая дана в eV и массы ионов, которая дана в единицах массы протона {\displaystyle \mu =m_{i}/m_{p}}; Z — зарядовое число; k — постоянная Больцмана; К — длина волны; γ — адиабатический индекс; ln Λ — Кулоновский логарифм.

### Частоты
- Ларморова частота электрона, угловая частота кругового движения электрона в плоскости перпендикулярной магнитному полю:

{\displaystyle \omega _{ce}=eB/m_{e}c=1.76\times 10^{7}B{\mbox{rad/s}}.}
- Ларморова частота иона, угловая частота кругового движения иона в плоскости перпендикулярной магнитному полю:

{\displaystyle \omega _{ci}=eB/m_{i}c=9.58\times 10^{3}Z\mu ^{-1}B{\mbox{rad/s}}.}
- Плазменная частота (частота плазменных колебаний, частота Ленгмюра), частота с которой электроны колеблются около положения равновесия, будучи смещёнными относительно ионов:

{\displaystyle \omega _{pe}=(4\pi n_{e}e^{2}/m_{e})^{1/2}=5.64\times 10^{4}n_{e}^{1/2}{\mbox{rad/s}}.}
- Ионная плазменная частота:

{\displaystyle \omega _{pi}=(4\pi n_{i}Z^{2}e^{2}/m_{i})^{1/2}=1.32\times 10^{3}Z\mu ^{-1/2}n_{i}^{1/2}{\mbox{rad/s}}.}
- Частота столкновений электронов

{\displaystyle \nu _{e}=2.91\times 10^{-6}n_{e}\,\ln \Lambda \,T_{e}^{-3/2}{\mbox{s}}^{-1}.}
- Частота столкновений ионов

{\displaystyle \nu _{i}=4.80\times 10^{-8}Z^{4}\mu ^{-1/2}n_{i}\,\ln \Lambda \,T_{i}^{-3/2}{\mbox{s}}^{-1}.}

### Длины
- Де-Бройлева длина волны электрона, длина волны электрона в квантовой механике:

{\displaystyle \lambda \!\!\!\!-=\hbar /(m_{e}kT_{e})^{1/2}=2.76\times 10^{-8}\,T_{e}^{-1/2}\,{\mbox{cm}}.}
- Минимальное расстояние сближения в классическом случае, так же называемое длиной Ландау -  минимальное расстояние на которое могут сблизиться две заряженных частицы при лобовом столкновении и начальной скорости, соответствующей температуре частиц, в пренебрежении квантово-механическими эффектами:

{\displaystyle e^{2}/kT=1.44\times 10^{-7}\,T^{-1}\,{\mbox{cm}}.}
- Гиромагнитный радиус электрона, радиус кругового движения электрона в плоскости перпендикулярной магнитному полю:

{\displaystyle r_{e}=v_{Te}/\omega _{ce}=2.38\,T_{e}^{1/2}B^{-1}\,{\mbox{cm}}.}
- Гиромагнитный радиус иона, радиус кругового движения иона в плоскости перпендикулярной магнитному полю:

{\displaystyle r_{i}=v_{Ti}/\omega _{ci}=1.02\times 10^{2}\,\mu ^{1/2}Z^{-1}T_{i}^{1/2}B^{-1}\,{\mbox{cm}}.}
- Размер скин-слоя плазмы, расстояние на которое электромагнитные волны могут проникать в плазму:

{\displaystyle c/\omega _{pe}=5.31\times 10^{5}\,n_{e}^{-1/2}\,{\mbox{cm}}.}
- Радиус Дебая (длина Дебая), расстояние на котором электрические поля экранируются за счёт перераспределения электронов:

{\displaystyle \lambda _{D}=(kT/4\pi ne^{2})^{1/2}=7.43\times 10^{2}\,T^{1/2}n^{-1/2}\,{\mbox{cm}}.}

### Скорости
- Тепловая скорость электрона, формула для оценки скорости электронов при распределении Максвелла. Средняя скорость, наиболее вероятная скорость и среднеквадратичная скорость отличаются от этого выражения лишь множителями порядка единицы:

{\displaystyle v_{Te}=(kT_{e}/m_{e})^{1/2}=4.19\times 10^{7}\,T_{e}^{1/2}\,{\mbox{cm/s}}.}
- Тепловая скорость иона, формула для оценки скорости ионов при распределении Максвелла:

{\displaystyle v_{Ti}=(kT_{i}/m_{i})^{1/2}=9.79\times 10^{5}\,\mu ^{-1/2}T_{i}^{1/2}\,{\mbox{cm/s}}.}
- Скорость ионного звука, скорость продольных ионно-звуковых волн:

{\displaystyle c_{s}=(\gamma ZkT_{e}/m_{i})^{1/2}=9.79\times 10^{5}\,(\gamma ZT_{e}/\mu )^{1/2}\,{\mbox{cm/s}}.}
- Альвеновская скорость, скорость Альвеновских волн:

{\displaystyle v_{A}=B/(4\pi n_{i}m_{i})^{1/2}=2.18\times 10^{11}\,\mu ^{-1/2}n_{i}^{-1/2}B\,{\mbox{cm/s}}.}

### Безразмерные величины
- Квадратный корень из отношения масс электрона и протона:

{\displaystyle (m_{e}/m_{p})^{1/2}=2.33\times 10^{-2}=1/42.9.}
- Число частиц в сфере Дебая:

{\displaystyle (4\pi /3)n\lambda _{D}^{3}=1.72\times 10^{9}\,T^{3/2}n^{-1/2}.}
- Отношение Альвеновской скорости к скорости света

{\displaystyle v_{A}/c=7.28\,\mu ^{-1/2}n_{i}^{-1/2}B.}
- Отношение плазменной и ларморовской частот для электрона

{\displaystyle \omega _{pe}/\omega _{ce}=3.21\times 10^{-3}\,n_{e}^{1/2}B^{-1}.}
- Отношение плазменной и ларморовской частот для иона

{\displaystyle \omega _{pi}/\omega _{ci}=0.137\,\mu ^{1/2}n_{i}^{1/2}B^{-1}.}
- Отношение тепловой и магнитной энергий

{\displaystyle \beta =8\pi nkT/B^{2}=4.03\times 10^{-11}\,nTB^{-2}.}
- Отношение магнитной энергии к энергии покоя ионов

{\displaystyle B^{2}/8\pi n_{i}m_{i}c^{2}=26.5\,\mu ^{-1}n_{i}^{-1}B^{2}.}

### Прочее
- Бомовский коэффициент диффузии

{\displaystyle D_{B}=(ckT/16eB)=5.4\times 10^{2}\,TB^{-1}\,{\mbox{cm}}^{2}/{\mbox{s}}.}
- Поперечное сопротивление Спитцера

{\displaystyle \eta _{\perp }=1.15\times 10^{-14}\,Z\,\ln \Lambda \,T^{-3/2}\,{\mbox{s}}=1.03\times 10^{-2}\,Z\,\ln \Lambda \,T^{-3/2}\,\Omega \,{\mbox{cm}}.}

## Современные исследования
- Теория плазмы
  - Проблема устойчивости плазмы
  - Взаимодействие плазмы с волнами и пучками
  - диффузия, проводимость и другие кинетические явления в плазме
  - Адиабатические инварианты
  - Слой Дебая
  - Кулоновские столкновения
  - типы разрядов
    - тлеющий разряд
    - искровой разряд
    - коронный разряд
    - дуговой разряд

  - магнитогидродинамика
- Плазма в природе
  - Ионосфера Земли
  - Плазма в космосе, напр. плазмосфера Земли (внутренняя часть магнитосферы)
- Источники плазмы
- Диагностика плазмы
  - Томсоновское рассеяние
  - Зонды Ленгмюра
  - Спектроскопия
  - Интерферометрия
  - Ионосферный нагрев
- Применения плазмы
  - МГД генератор
  - магнетронное распыление
  - плазменная антенна
  - плазма для атомизации и ионизации проб в спектроскопических методах
  - Термоядерный синтез
    - Удержание в магнитных ловушках — токамак, стелларатор, обратный пинч, пробкотрон
    - Инерционный термоядерный синтез

  - Ускорители
    - Кильватерное ускорение

  - Промышленные плазмы
    - плазмохимия
    - плазменная обработка
    - плазменные дисплеи